# تپه نورآباد (بیوک تپه)
تپه نورآباد (بیوک تپه) و (جم) مربوط به دوره ساسانیان - دوران‌های تاریخی پس از اسلام است و در شهرستان خدابنده، روستای نورآباد واقع شده و این اثر در تاریخ ۱۳ اسفند ۱۳۵۴ با شمارهٔ ثبت ۱۰۴۷ به‌عنوان یکی از آثار ملی ایران به ثبت رسیده است.